# 小松原尊

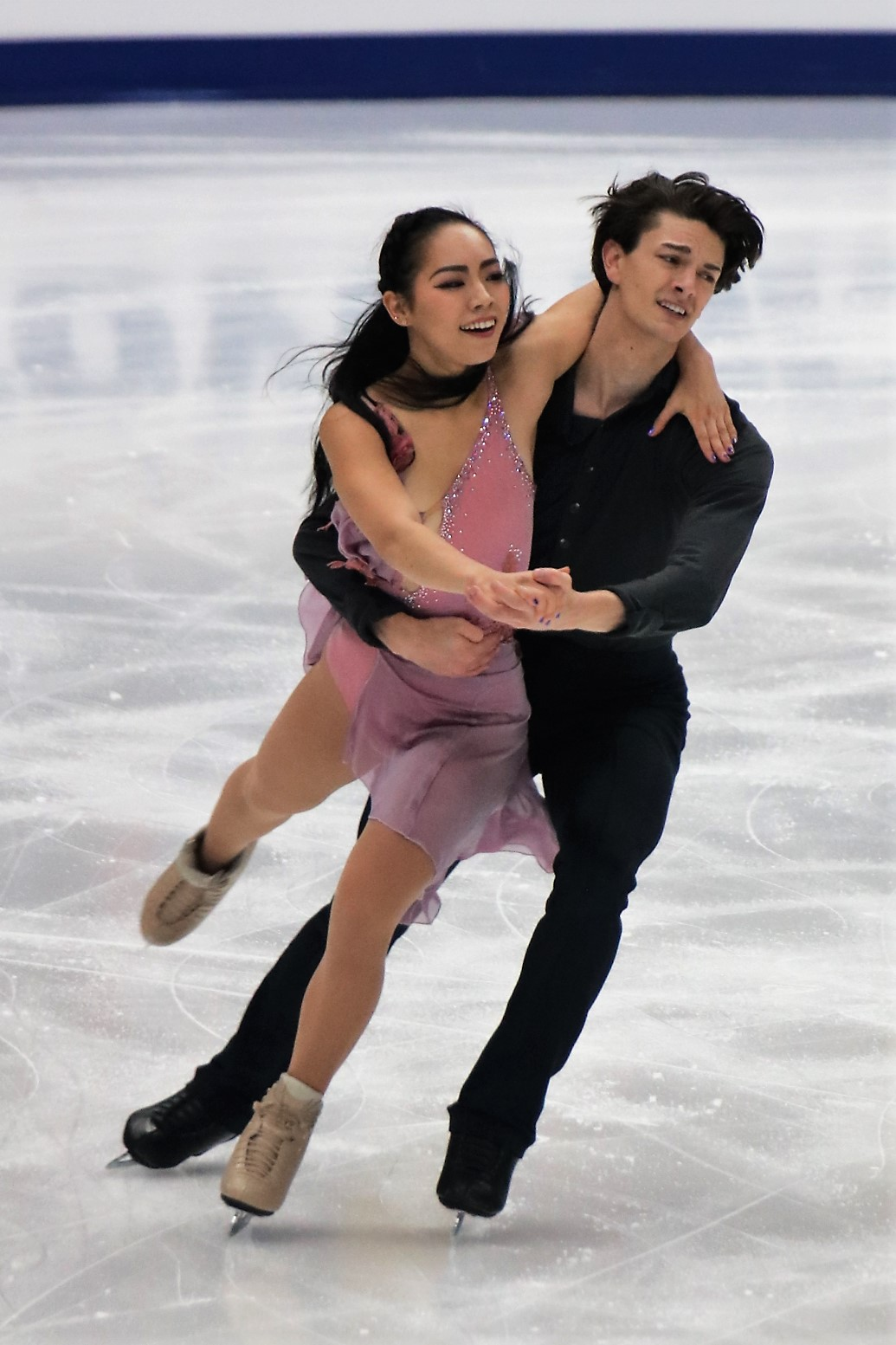
小松原尊与小松原美里，2018年

小松原尊（英語：Tim Koleto，1991年6月17日—），日本花式溜冰運動員，他代表日本隊參加了中國舉行的2022年冬季奧林匹克運動會，並且在團體比賽上獲得銀牌。